# Révision de vie
La révision de vie est une démarche de relecture spirituelle permettant à des chrétiens de faire le lien entre leur vie, leur action, et leur foi.
Dans le Catéchisme de l'Église catholique, la révision de vie est considérée comme un moyen de conversion qui s'inscrit dans une démarche de pénitence.
La révision de vie est une pratique traditionnelle des mouvements de l'Action catholique.

### Article lié
- Conversion religieuse